# Leers (Francja)
Leers – miejscowość i gmina we Francji, w regionie Hauts-de-France, w departamencie Nord.
Według danych na rok 1990 gminę zamieszkiwało 9627 osób, a gęstość zaludnienia wynosiła 1783 osób/km² (wśród 1549 gmin regionu Nord-Pas-de-Calais Leers plasuje się na 87. miejscu pod względem liczby ludności, natomiast pod względem powierzchni na miejscu 645.).

## Współpraca zagraniczna
- Jüchen, Niemcy
- Estaimpuis, Belgia
- Coquelles, Francja
- Rebesgrün, Niemcy